# Genoa Open Challenger 2024
Il Genoa Open Challenger 2024 è stato un torneo maschile di tennis professionistico. È stata la 20ª edizione del torneo, facente parte della categoria Challenger 125 nell'ambito dell'ATP Challenger Tour 2024, con un montepremi di 185 mila €. Si è giocato dal 1 al 9 di settembre 2024 sui campi in terra rossa dello Stadio Beppe Croce, Valletta Cambiaso di Genova, in Italia.

## Partecipanti

### Teste di serie
| Nazionalità | Giocatore           | Ranking* | Testa di serie |
| ----------- | ------------------- | -------- | -------------- |
| Brasile     | Thiago Seyboth Wild | 68       | 1              |
| Brasile     | Thiago Monteiro     | 75       | 2              |
| Spagna      | Jaume Munar         | 84       | 3              |
| Colombia    | Daniel Elahi Galán  | 127      | 4              |
| Italia      | Stefano Napolitano  | 135      | 5              |
| Italia      | Francesco Passaro   | 145      | 6              |
| Perù        | Juan Pablo Varillas | 157      | 7              |
| Italia      | Andrea Pellegrino   | 170      | 8              |

* Ranking al 26 agosto 2024.

### Altri partecipanti
I seguenti giocatori hanno ricevuto una wild card per il tabellone principale:
- Jacopo Berrettini
- Federico Bondioli
- Gianluca Cadenasso

I seguenti giocatori sono entrati in tabellone come alternate:
- Martin Kližan
- Alexander Weis

I seguenti giocatori sono passati dalle qualificazioni:
- Andrea Picchione
- Kilian Feldbausch
- Matthew Dellavedova
- Mili Poljičak
- Genaro Alberto Olivieri
- Moez Echargui

## Punti e montepremi
| Torneo    | Torneo              | V      | F      | SF    | QF    | 2T    | 1T    | Q | Q2  | Q1  |
| Singolare | Punti               | 125    | 64     | 35    | 16    | 8     | 0     | 5 | 3   | 0   |
| Singolare | Premi in denaro (€) | 19 650 | 11 570 | 6 850 | 3 990 | 2 345 | 1 420 | – | 710 | 355 |
| Doppio    | Punti               | 125    | 64     | 35    | 16    | –     | 0     | – | –   | –   |
| Doppio    | Premi in denaro (€) | 8 420  | 4 900  | 2 940 | 1 750 | –     | 990   | – | –   | –   |

## Campioni

### Singolare
Francesco Passaro ha sconfitto in finale  Jaume Munar con il punteggio di 7–5, 6–3.

### Doppio
Benjamin Hassan /  David Vega Hernández hanno sconfitto in finale  Romain Arneodo /  Théo Arribagé con il punteggio di 6–4, 7–5.